# 马克斯·奥夫
马克斯·奥夫（1903年6月2日—1972年7月22日）是西班牙小说家、剧作家。西班牙内战结束后在墨西哥流亡了近三十年。

## 生平
1903年6月2日出生于巴黎。母亲是法国犹太人，父亲是德国人。1914年第一次世界大战爆后，一家人搬到巴伦西亚。1921年成为西班牙公民。1929年加入西班牙工人社会党。
在西班牙内战期间，他成为西班牙第二共和国驻法国巴黎文化参赞。1938年为安德烈·馬爾羅的电影《希望》编写剧本。
内战结束后逃亡法国，被捕并被关进集中营，后转辗至阿尔及利亚。1942年底出狱后前往墨西哥，后在墨西哥城为《民族报》和《至上报》等报纸撰写文章，并在墨西哥电影学院担任教授。1972年获法国文化部授予的藝術與文學勳章骑士勋位。

## 主要作品
马克斯·奥夫的许多作品以对内战的描写而闻名。他通过塑造一些参与内战和遭受失败的主人公，展现了20世纪30年代从普里莫·德里维拉独裁统治到内战结束后西班牙各阶层的历史社会画面。历史系列小说《神奇的迷宫》（El laberinto mágico）包括 《封闭的战场》、《血的战场》、《开放的战场》、《摩尔人的战场》、《法国战场》和《阿尔门德罗斯战场》。

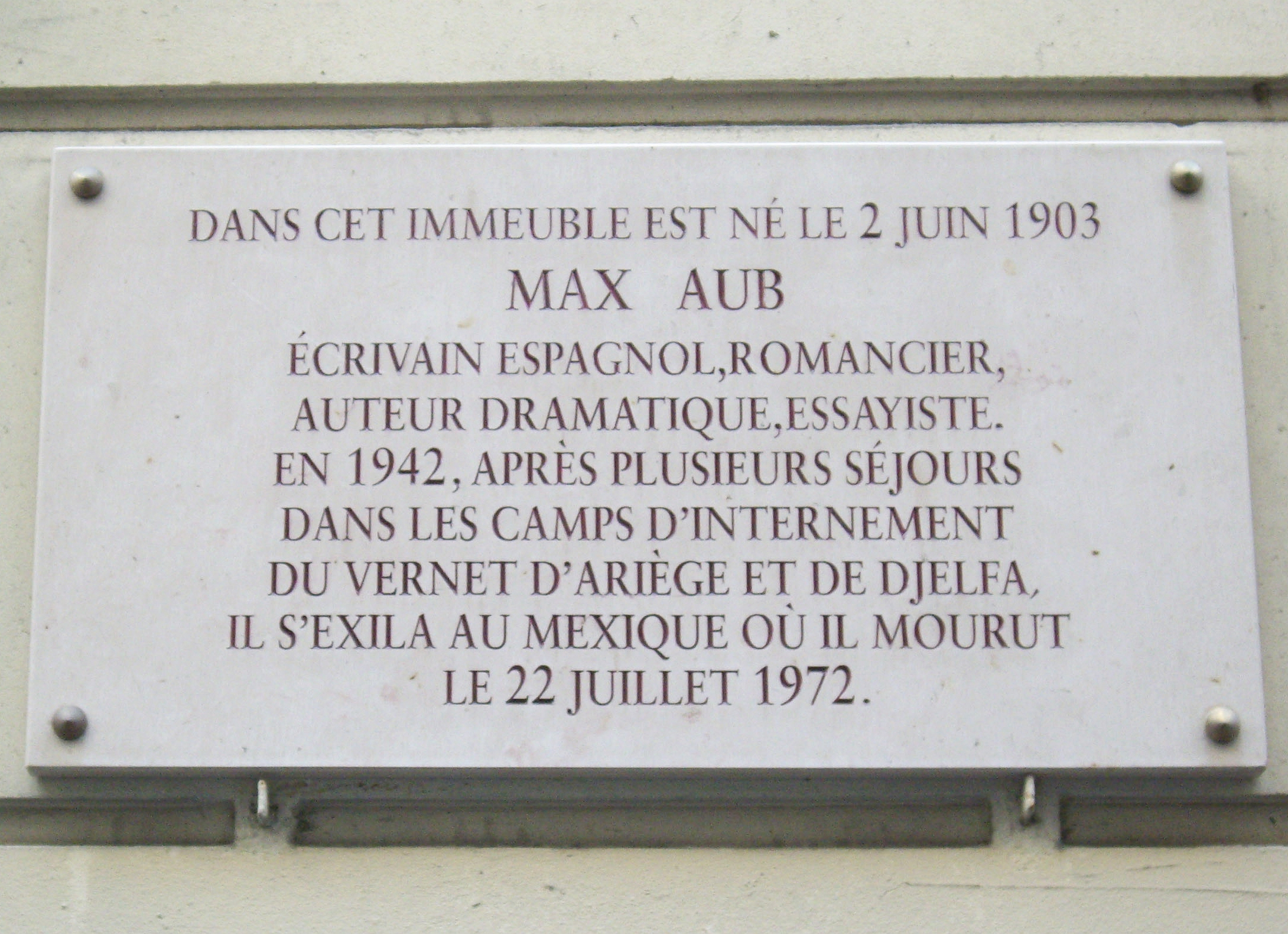
位于巴黎第九区的纪念匾

| 原文标题               | 中文译名                         | 首版年份 | 体裁             |
| ---------------------- | -------------------------------- | -------- | ---------------- |
| Una botella            | 《一个瓶子》                     | 1924年   | 剧本             |
| Luis Álvarez Petreña   | 《路易斯·阿尔瓦雷斯·贝特雷尼亚》 | 1934年   | 书信体小说       |
| Campo cerrado          | 《封闭的战场》                   | 1943年   | 历史小说         |
| Campo de sangre        | 《血的战场》                     | 1945年   | 历史小说         |
| Campo abierto          | 《开放的战场》                   | 1951年   | 历史小说         |
| Campo del Moro         | 《摩尔人的战场》                 | 1963年   | 历史小说         |
| Campo francés          | 《法国战场》                     | 1965年   | 历史小说         |
| Campo de los almendros | 《阿尔门德罗斯战场》             | 1968年   | 历史小说         |
| No son cuentos         | 《并非故事》                     | 1944年   | 短篇小说         |
| Cuentos ciertos        | 《真实的故事》                   | 1955年   | 短篇小说         |
| Las buenas intenciones | 《良好的愿望》                   | 1954年   | 小说             |
| La calle de Valverde   | 《巴尔韦德大街》                 | 1961年   | 小说             |
| Jusep Torres Campalans | 《胡塞普·托雷斯·坎帕兰斯》       | 1958年   | 小说（虚构传记） |

## 中文译本
- 马克斯·奥夫. 由屠孟超翻译. . 当代外国文学. 1987年, (第1期): 88–157. ISSN 1001-1757.